# Kállai Lili
Kállai Lili, születési nevén Klein Lili, névváltozata: Kállay Lilly (Budapest, 1900. április 22. – Budapest, 1996. július 2.) mozgásművész, koreográfus, táncpedagógus.

## Pályafutása
Klein Izrael Lajos kereskedősegéd és Deutsch Mária (1870–1926) lányaként született. Eredetileg zongoraművésznek tanult, azonban amikor megismerte Émile Jaques-Dalcroze ritmikus gimnasztikának nevezett rendszerét, a mozgásművészet iránt kezdett érdeklődni. Tanulmányait Fernand Ernőnél kezdte, majd Hellerauban és Párizsban folytatta. 1922-től saját iskolájában tanított egyéni módszere szerint, de önálló táncestjeivel és a róla elnevezett tánccsoport működtetésével is állandó elismerés mellett szerepelt 1950-ig. Amikor 1948–49-ben a mozgásművészet helyzete ellehetetlenült, befejezte az oktatást.
Férje Lajta (Lefkovits) Béla (1890–1960) magánhivatalnok volt, akihez 1935. december 12-én Budapesten, az Erzsébetvárosban ment nőül.

## Főbb művei
- Mozgásművészeti rendszerem I., II. (Táncművészeti Dokumentumok, 1983 és 1984)